# Агнес фон Брауншвайг-Гьотинген
Агнес фон Брауншвайг-Гьотинген (на немски: Agnes von Braunschweig-Göttingen; † сл. 13 септември 1416) от род Велфи е принцеса от Брауншвайг-Гьотинген и чрез женитба графиня на Цигенхайн.
Тя е дъщеря на херцог Ернст I фон Брауншвайг-Гьотинген (1305 – 1367) и Елизабет фон Хесен (ок. 1320 – 1390), дъщеря на ландграф Хайнрих II фон Хесен (1299 – 1323).
Агнес се омъжва на 3 август 1371 г. за граф Готфрид VIII фон Цигенхайн. Нейният брат херцог Ото I фон Брауншвайг-Гьотинген трябва да плати нейната зестра от 1000 сребърни марки от очакваното наследство от Хесен. Херцог Ото плаща зестрата едва през септември 1377 г.
Брауншвайгци обаче правят опит да откраднат парите. 
Агнес умира през 1416 г. и е погребана в църквата в Нида.

## Фамилия
Агнес се омъжва на 3 август 1371 г. за граф Готфрид VIII фон Цигенхайн († 1394). Те имат седем деца:
- Енгелберт III († 1401), граф на Цигенхайн и Нида
- Йохан II († 1450), домхер в Трир и в Майнц, 1401 – 1450 г. корегент на Цигенхайн и Нида, женен 1417 за Елизабет фон Валдек
- Готфрид IX († 1425), 1395 г. каноник във Фритцлар, 1402 г. домхер в Майнц, съграф на Цигенхайн и Нида, женен 1422 г. за маркграфиня Урсула фон Баден († 1429)
- Ото († 1430), от 1419 г. архиепископ на Трир.
- Филип (споменат 1397/1399, умира рано), духовник
- Елизабет фон Цигенхайн (* ок. 1375; † 1 декември 1431), омъжена 1388 г. за господар Улрих V фон Ханау (ок. 1370 – 1416).
- Агнес фон Цигенхайн (* 1367; † сл. 1438), омъжена 1387 г. за граф Адолф III фон Валдек-Ландау (1362 – 1431)